# 야엘 아라드
야엘 아라드(히브리어: יעל ארד, Yael Arad 1967년 5월 1일~)는 이스라엘의 유도 선수, 지도자이다. 이스라엘 최초의 올림픽 메달리스트로 바르셀로나에서 열린 1992년 하계 올림픽에서 여자 하프미들급 은메달을 획득하였다.